# Marilyn (film 2011 Curtis)
Marilyn (My Week with Marilyn) è un film del 2011 diretto da Simon Curtis.
Il film racconta la settimana che la Monroe trascorse in Gran Bretagna per le riprese del film The Prince and the Showgirl e dei momenti trascorsi in compagnia di Colin Clark, dopo che suo marito, Arthur Miller, aveva lasciato il Paese. Interpretato da Michelle Williams, Kenneth Branagh, Eddie Redmayne, Dominic Cooper, Julia Ormond, Judi Dench ed Emma Watson, il film è tratto dal soggetto Il principe, la ballerina e io, pubblicato nel 1995 da Colin Clark, basato sui suoi diari scritti nel 1957 quando era assistente per il film Il principe e la ballerina, interpretato da Marilyn Monroe e Laurence Olivier.

## Trama
Nell'estate del 1956, Colin Clark lavora come assistente sul set inglese del film Il principe e la ballerina, che vede protagonisti Laurence Olivier e Marilyn Monroe, che è anche in luna di miele con il suo nuovo marito, il commediografo Arthur Miller. Quando Miller lascia l'Inghilterra, Clark fa da cicerone alla Monroe mostrandole la vita londinese e, trascorrendo una settimana insieme, si innamora di lei, permettendo all'attrice di scappare dalla routine di Hollywood e dalle pressioni del lavoro.

## Produzione
Il film si basa su The Prince, The Showgirl and Me e My Week with Marilyn; due diari scritti da Colin Clark, che raccontano le esperienze sul set de Il principe e la ballerina e dei giorni trascorsi in compagnia della Monroe. La sceneggiatura è stata adattata e scritta da Adrian Hodges. Il film segna il debutto cinematografico del regista Simon Curtis, al suo primo lungometraggio. David Parfitt ha prodotto il film, con il finanziamento di The Weinstein Company e BBC Films.

## Distribuzione
Il primo trailer è stato mostrato durante il Festival di Cannes 2011. L'anteprima mondiale è avvenuta il 9 ottobre 2011 al New York Film Festival. Il film è stato distribuito nelle sale cinematografiche statunitensi il 23 novembre 2011 e in quelle britanniche il 25 novembre dello stesso anno.
In Italia il film è stato presentato fuori concorso al Festival Internazionale del Film di Roma 2011 ed è stato distribuito nei cinema a partire dal 1º giugno 2012. Il trailer italiano del film è stato diffuso online il 3 maggio 2012, a poco meno di un mese dall'uscita in sala.

## Riconoscimenti
- 2012 - Premio Oscar
  - Candidatura come migliore attrice protagonista a Michelle Williams
  - Candidatura come miglior attore non protagonista a Kenneth Branagh
- 2012 - Golden Globe
  - Migliore attrice in un film commedia o musicale a Michelle Williams
  - Candidatura come miglior film commedia o musicale
  - Candidatura come miglior attore non protagonista a Kenneth Branagh
- 2012 - Premio BAFTA
  - Candidatura come miglior film britannico
  - Candidatura come miglior attrice protagonista a Michelle Williams
  - Candidatura come miglior attore non protagonista a Kenneth Branagh
  - Candidatura come miglior attrice non protagonista a Judi Dench
  - Candidatura come migliori costumi a Jill Taylor
  - Candidatura come miglior trucco a Jenny Shircore
- 2012 - Screen Actors Guild Awards
  - Candidatura come miglior attrice protagonista a Michelle Williams
  - Candidatura come miglior attore non protagonista a Kenneth Branagh
- 2012 - Empire Awards
  - Candidatura come miglior attrice a Michelle Williams
- 2012 - Independent Spirit Awards
  - Miglior attrice protagonista a Michelle Williams
- 2011 - Satellite Award
  - Candidatura come miglior attrice protagonista a Michelle Williams
  - Candidatura come miglior attore non protagonista a Kenneth Branagh
- 2012 - AACTA Award
  - Candidatura come miglior attrice protagonista a Michelle Williams
- 2011 - Boston Society of Film Critics Awards
  - Miglior attrice protagonista a Michelle Williams
- 2011 - Critics' Choice Movie Award
  - Candidatura come migliore attrice protagonista a Michelle Williams
  - Candidatura come miglior attore non protagonista a Kenneth Branagh
  - Candidatura come migliori costumi a Jill Taylor
  - Candidatura come miglior trucco
- 2011 - Central Ohio Film Critics Association Awards
  - Candidatura come migliore attrice protagonista a Michelle Williams
- 2011 - Chicago Film Critics Association Awards
  - Miglior attrice protagonista a Michelle Williams
  - Candidatura come miglior film d'esordio a Simon Curtis
- 2011 - Hollywood Film Award
  - Miglior attrice a Michelle Williams
- 2011 - Las Vegas Film Critics Society Awards
  - Miglior attrice protagonista a Michelle Williams
- 2012 - MTV Movie Awards
  - Candidatura come miglior trasformazione su schermo a Michelle Williams
- 2011 - New York Film Critics Circle Awards
  - Candidatura come miglior film d'esordio a Simon Curtis
  - Candidatura come miglior attrice protagonista a Michelle Williams
- 2011 - Phoenix Film Critics Society Awards
  - Candidatura come miglior film
  - Candidatura come miglior attrice protagonista a Michelle Williams
  - Candidatura come miglior attore non protagonista a Kenneth Branagh
- 2011 - San Diego Film Critics Society Awards
  - Candidatura come miglior attrice a Michelle Williams
- 2012 - Eddie Award
  - Candidatura come miglior montaggio in un film commedia o musicale a Adam Recht
- 2011 - Dallas-Fort Worth Film Critics Association Awards
  - Miglior attrice protagonista a Michelle Williams
  - Candidatura come miglior attore non protagonista a Kenneth Branagh
- 2012 - Artios Award
  - Miglior casting per un film studio o dramma indipendente a Deborah Aquila, Tricia Wood e Nina Gold
- 2012 - Evening Standard British Film Awards
  - Candidatura come Miglior attore a Kenneth Branagh
- 2012 - Golden Trailer Awards
  - Candidatura come miglior spot TV romantico
  - Candidatura come miglior poster romantico (1° versione)
  - Candidatura come miglior poster romantico (2° versione)
- 2012 - London Critics Circle Film Awards
  - Attore non protagonista dell'anno a Kenneth Branagh
  - Candidatura come attrice dell'anno a Michelle Williams
- 2012 - Palm Springs International Film Festival
  - Desert Palm Achievement Award a Michelle Williams